# 124-es busz (Budapest, 1987–2007)
A budapesti 124-es jelzésű autóbusz a IV. kerületi Káposztásmegyer, Szilas-pataktól járta körbe a káposztásmegyeri I. lakótelepet. A vonalat a Budapesti Közlekedési Zrt. üzemeltette Ikarus 260-as és Ikarus 405-ös autóbuszokkal.

## Története
1987. augusztus 1-jén indult a 124-es járat Káposztásmegyer, Szilas-patak és Homoktövis utca között, körforgalomban. A járaton Ikarus 280-as, később Ikarus 435-ös buszok is jártak.
1998. augusztus 1-jétől változatlan útvonalon, de ellenkező irányban közlekedik, illetve üzemideje jelentősen lecsökkent a 14-es villamos meghosszabbítása miatt. A járaton csuklós buszok helyett szóló buszok (jellemzően Ikarus 260-as) jártak, melyeket később midibuszok (Ikarus 405) váltottak.
2007. szeptember 2-án kihasználatlanság miatt a 124-es megszűnt, helyét a 126-os (korábbi 125-ös) és a 126A (korábbi 126-os) buszok, illetve a 14-es villamos vették át.

## Útvonala
| Káposztásmegyer, Szilas-patak → Homoktövis utca → Káposztásmegyer, Szilas-patak                                                                                 |
| --- |
| Káposztásmegyer, Szilas-patak vá. → Óceánárok utca → Külső Szilágyi út → Homoktövis utca → Farkaserdő utca → Óceánárok utca → Káposztásmegyer, Szilas-patak vá. |

## Megállóhelyei
| 0  | Káposztásmegyer, Szilas-patak végállomás |                 |
| 1  | Óceánárok utca                           | 14              |
| 2  | Galopp utca                              |                 |
| 2  | Járműtelep utca                          | 14              |
| 3  | Bőrfestő utca                            | 14              |
| 5  | Homoktövis utca (óvoda)                  | 125, 126        |
| 6  | Kordován tér                             | 125, 126        |
| 7  | Dunakeszi utca                           | 125, 126        |
| 7  | Gimnázium                                | 125, 126        |
| 8  | ABC áruház                               | 20, 125, 126    |
| 9  | Hajló utca                               | 20, 125, 126    |
| 10 | Káposztásmegyer, Szilas-patak végállomás | 20, 125, 126 14 |